# Semi Kunatani
Semi Kunabuli Kunatani (Naqalimare, 27 oktober 1990) is een Fijisch rugbyspeler.

## Carrière
Met zijn ploeggenoten won Kunatani in het seizoen 2015-2016 de World Rugby Sevens Series.
Kunatani won met de ploeg van Fiji tijdens de Olympische Zomerspelen 2016 de Olympische gouden medaille. Dit was de eerste maal dat er door Fiji een gouden medaille gewonnen werd. Naar aanleiding van deze primeur werd er door de premier van Fiji Frank Bainimarama een nationale feestdag uitgeroepen.
Kunatani nam in de vijftienmansvariant deel aan de wereldkampioenschap rugby 2019 en strandde met zijn ploeggenoten in de groepsfase.

## Erelijst

### Met Fiji
- Olympische Zomerspelen:  2016
- World Rugby Sevens Series: Winnaar 2014-15